# 145562 Zurbriggen
145562 Zurbriggen este un asteroid din centura principală de asteroizi.

## Descriere
145562 Zurbriggen este un asteroid din centura principală de asteroizi. A fost descoperit pe 24 iulie 2006 la Marly de Peter Kocher. Asteroidul prezintă o orbită caracterizată de o semiaxă mare de 2,70 ua, o excentricitate de 0,16 și o înclinație de 4,3° în raport cu ecliptica.